# Attacus wardi
Attacus wardi is een vlinder uit de onderfamilie Saturniinae van de familie nachtpauwogen (Saturniidae).
De wetenschappelijke naam van de soort is, als Attacus dohertyi wardi, voor het eerst geldig gepubliceerd door Lionel Walter Rothschild in 1910. De ondersoort (later opgewaardeerd tot soort) werd vernoemd naar de zoon van de "Earl of Dudley", die het typemateriaal schonk aan de collectie van het British Museum.

## Type
De typelocatie is Port Darwin, N.W. Australië, waar de soort werd verzameld door F.P. Dodd.